# Frits Hassoldt
Frits Hassoldt (Amsterdam, 30 april 1945) is een Nederlandse balletdanser, acteur en zangdocent.

## Levensloop

### Als danser
Hassoldt danste vanaf zijn zestiende bij Het Nationale Ballet. Van 1961 tot 1969 danste hij in circa 30 producties, waaronder De vuurvogel, Doornroosje, Epitaaf van György Ligeti (choreografie van Rudi van Dantzig), Romeo en Julia, Monument voor een gestorven jongen, Petroesjka en Het zwanenmeer.

### Als acteur
Als acteur is Frits Hassoldt het bekendst van zijn rol als Per Pleksen in Pipo en de Noorderzon. In de latere serie Pipo in West Best keerde hij terug als Knersende Vlerk. Hij speelde daarnaast bij John Lantings Theater van de Lach als 'de Rus' in Een kus van een Rus, in Jukebox 2008 van Herman van Veen en danste, zong en speelde in Jasperina de Jongs theatershow Thuis Best.

### Als zangdocent
Onder anderen Stanley Burleson, Derek Blok en Sigrid van Coillie hebben zangles van Frits Hassoldt gehad.